# HEAVY HITTER
HEAVY HITTER♂（ヘヴィ・ヒッター）は、日本の音楽グループ。

## 概要
J-POPの名曲をパンク調にアレンジした覆面バンド。6枚のアルバムがMASTERSIX FOUNDATIONからリリースされた。CDジャケットは漫画家の水島新司の描き下ろし。

## ディスコグラフィー
- HEAVY HITTER♂「男どパンク甲子園」（2002年8月21日）[2]
  - 冬の稲妻（オリジナル:アリス）
  - 空も飛べるはず（オリジナル:スピッツ・テレビドラマ『白線流し』主題歌）
  - 風をあつめて（オリジナル:はっぴいえんど）
  - シーズン・イン・ザ・サン（オリジナル:TUBE）
  - 真夏の果実（オリジナル:サザンオールスターズ・映画『稲村ジェーン』主題歌）

- HEAVY HITTER♀「私をどパンク甲子園に連れてって」（2002年11月20日）[3]
  - 木枯しに抱かれて（オリジナル:小泉今日子）
  - 春咲小紅（オリジナル:矢野顕子）
  - ウエディング・ベル（オリジナル:Sugar）
  - 異邦人（オリジナル:久保田早紀）
  - 時代（オリジナル:中島みゆき）

- HEAVY HITTER♂ & The Friends「アニメどパンク甲子園」（2002年11月20日）[4]
  - 王蟲との交流（オリジナル:映画『風の谷のナウシカ』挿入歌）
  - いつも何度でも（オリジナル:木村弓・映画『千と千尋の神隠し』主題歌）
  - タッチ（オリジナル:岩崎良美・テレビアニメ『タッチ』主題歌）
  - うる星やつらのテーマ（オリジナル:松谷祐子・テレビアニメ『うる星やつら』主題歌）
  - 魔法使いサリー（オリジナル:スリー・グレイセス・テレビアニメ『魔法使いサリー』主題歌）
  - ルパン三世主題歌1（オリジナル:チャーリー・コーセイ・テレビアニメ『ルパン三世』主題歌）

- HEAVY HITTER All Stars「春の選抜!どパンク甲子園大会」（2003年3月19日）[5]
  - 栄冠は君に輝く（オリジナル:『全国高等学校野球大会の歌』）
  - おどるポンポコリン（オリジナル:B.B.クィーンズ・テレビアニメ『ちびまる子ちゃん』主題歌）
  - タッチ（オリジナル:岩崎良美・テレビアニメ『タッチ』主題歌）
  - 大きな古時計（オリジナル:立川清登[6]・音楽番組『みんなのうた』放送曲）
  - 愛をとりもどせ!!（オリジナル:クリスタルキング・テレビアニメ『北斗の拳』主題歌）
  - 木枯しに抱かれて（オリジナル:小泉今日子）
  - さよなら人類（オリジナル:たま）
  - どんなときも。（オリジナル:槇原敬之・映画『就職戦線異状なし』主題歌）
  - 空も飛べるはず（オリジナル:スピッツ・テレビドラマ『白線流し』主題歌）
  - SAY YES（オリジナル:CHAGE and ASKA・テレビドラマ『101回目のプロポーズ』主題歌）
  - 長い間（オリジナル:Kiroro）
  - 旅の宿（オリジナル:吉田拓郎）

- HEAVY HITTER Special「ドラマどパンク甲子園」（2003年8月6日）[7]
  - 君がいるだけで（オリジナル:米米CLUB・テレビドラマ『素顔のままで』主題歌）
  - LA・LA・LA LOVE SONG（オリジナル:久保田利伸・テレビドラマ『ロングバケーション』主題歌）
  - ラブ・ストーリーは突然に（オリジナル:小田和正・テレビドラマ『東京ラブストーリー』主題歌）
  - CROSS ROAD（オリジナル:Mr.Children・テレビドラマ『同窓会』主題歌）
  - First Love（オリジナル:宇多田ヒカル・テレビドラマ『魔女の条件』主題歌）

- HEAVY HITTER Final「サヨナラどパンク甲子園」（2004年2月18日）[8]
  - サザエさん（オリジナル:宇野ゆう子・テレビアニメ『サザエさん』主題歌）
  - CHA-LA HEAD-CHA-LA（オリジナル:影山ヒロノブ・テレビアニメ『ドラゴンボールZ』主題歌）
  - 燃えてヒーロー（オリジナル:沖田浩之、小粥よう子・テレビアニメ『キャプテン翼』主題歌）
  - 夢を信じて（オリジナル:德永英明・テレビアニメ『ドラゴンクエスト』主題歌）
  - 残酷な天使のテーゼ（オリジナル:高橋洋子・テレビアニメ『新世紀エヴァンゲリオン』主題歌）
  - キン肉マンGo Fight!（オリジナル:串田アキラ・テレビアニメ『キン肉マン』主題歌）
  - ムーンライト伝説（オリジナル:DALI・テレビアニメ『美少女戦士セーラームーン』主題歌）
  - 贈る言葉（オリジナル:海援隊・テレビドラマ『3年B組金八先生』主題歌）
  - 仰げば尊し（オリジナル:文部省唱歌）
  - 今日の日はさようなら（オリジナル:森山良子）